# アンドレイ・ヤリン
アンドレイ・ヴェニアミノヴィチ・ヤリン（ロシア語: Андрей Вениаминович Ярин, ラテン文字転写: Andrei Veniaminovich Yarin, 1970年2月13日 - ）は、ロシアの財務官僚、政治家。カバルダ・バルカル共和国首相。スヴェルドロフスク州ニジニ・タギル市出身。

## 経歴・概要
父親は、ミハイル・ゴルバチョフの下で1990年から1991年まで大統領評議会（後にソ連安全保障会議に改組）メンバーを務めたヴェニアミン・アレクサンドロヴィチ・ヤリン。 1992年モスクワ大学を卒業し経済学の学位を取得する。1995年から2001年までヴネシャゴロバンク頭取（取締役会議長）。2001年から2003年までウラジーミル州行政副長官（副知事に相当）、州知事府長官、ロシア内務省の連邦移住庁財政経済管理副長官。この間、2002年サンクトペテルブルク大学法律学を修了し、法学博士候補。2002年12月から2003年3月までチェチェン共和国政府第一副議長（第一副首相）。2003年11月、ロシア国家麻薬・向精神剤流通監督委員会財務経済管理副長官。2004年4月、リャザン州副知事。2005年4月、南部連邦管区大統領全権代表内務政策副部長。2006年6月から2009年8月までカバルダ・バルカル共和国政府議長（首相）を務めた。南部連邦管区大統領全権代表やロシア連邦政府の副首相を歴任したドミトリー・コザクの系統、被保護者と見なされる。
英語、イタリア語に堪能。